# Wieża ciśnień w Płocku
Wieża ciśnień w Płocku – wieża ciśnień zbudowana w 1894 roku na mocy koncesji na budowę nowoczesnych wodociągów miejskich, którą otrzymał Selerok Cheson z Moskwy. Pięciopiętrowy, ośmioboczny budynek z czerwonej cegły wzniesiono  przy końcu ulicy Warszawskiej (obecnie plac J. Dąbrowskiego). Zbiornik umieszczony na najwyższej kondygnacji miał pojemność siedmiu tysięcy wiader. Stacja pomp i filtrów powstała u podnóża skarpy nad Wisłą. Wieża ciśnień jest najdalej na wschód wysuniętym zabytkowym budynkiem Starego Miasta.